# Le Grez
Le Grez é uma comuna francesa na região administrativa do País do Loire, no departamento de Sarthe. Estende-se por uma área de 7.40 km². Em 2010 a comuna tinha 403 habitantes (densidade: 54,5 hab./km²).